# Lago Aktaş
O lago Aktaş ou lago Kartsakhi (em turco:  Aktaş Gölü ou Hazapin Gölü, em georgiano:  ხოზაფინის ტბა, khozap'inis tba) é um lago alcanino nas montanhas do Cáucaso, situado sobre a fronteira Geórgia-Turquia. Está a 1799 m de altitude. Cerca de 1400 hectares dos 2700 hectares do lago pertencem à Turquia.
É considerado como Área Importante para Preservação de Aves.